# La Croix-en-Champagne
La Croix-en-Champagne település Franciaországban, Marne megyében. Lakosainak száma 86 fő (2022. január 1.). La Croix-en-Champagne Auve, Saint-Remy-sur-Bussy, Somme-Bionne, Somme-Tourbe, Tilloy-et-Bellay és Valmy községekkel határos.

## Népesség
A település népességének változása:
| Lakosok száma | 102  | 83   | 97   | 64   | 84   | 80   | 78   | 79   | 81   | 86   |
|               | 1968 | 1982 | 1990 | 2006 | 2013 | 2015 | 2017 | 2019 | 2020 | 2022 |